# Hermann Mutz
Johann Hermann Mutz (* 25. September 1845 in Altona; † 5. Juni 1913 in Schnelsen) war ein deutscher Keramiker.

## Leben und Wirken
Hermann Mutz stammte aus einer seit 1820 in Altona lebenden Familie. Nach einer Lehre in der Töpferwerkstatt seines Vaters übernahm er 1871 dessen in der Grünestraße 19 gelegenes Geschäft. Neben „Vasen, Teller, Krüge, Delfter Flaschen, sowie Copien alter italienische Majoliken“ konzentrierte sich Mutz auf die Produktion von Kachelöfen und Fliesen in Fayencetechnik. Laut dem Altonar Adressbuch von 1873 firmierte die Werkstatt unter „Ofen-, Kachel- und Thonwaaren-Fabrik“, die 1889 auf der Hamburgischen Gewerbe- und Industrie-Ausstellung eine Silbermedaille erhielt.
1897 trat Mutz' Sohn Richard in das väterliche Unternehmen ein. Da Richard Mutz die Werkstatt modernisieren und den Geschäftszweig der Kunsttöpferei ausbauen wollte, kam es in der Folgezeit zu Konflikten zwischen Vater und Sohn. Laut Altonaer Adressbuch firmierte das Unternehmen 1900 zwar als „Ofen- und Herdfabrik“, stellte aber bei der Weltausstellung in Paris Kunsttöpfereien aus, die mit einer Silbermedaille ausgezeichnet wurden. Das Museum für Kunst und Gewerbe und das Musée des Arts décoratifs aus Paris kauften 1899 von Hermann Mutz gestaltete Vasen, die mit Laufglasuren nach japanischem Vorbild versehen waren. Auch Museen aus Kopenhagen, Leipzig, Wien und Stuttgart erwarben Keramiken; internationale Kunstzeitschriften beschrieben oftmals die Werkstatt, die damit zu den führenden europäischen Manufakturen aufstieg.
1902 beteiligte sich das Unternehmen an der Internationalen Kunstgewerbeausstellung in Turin, wo die Werkstatt eine Auszeichnung erhielt. Im selben Jahr konnte das Unternehmen die Qualität seiner Produkte durch die Umstellung von der Fayencetechnik auf hochgebranntes Steinzeug signifikant verbessern. Ab 1902 kooperierte Ernst Barlach mit der Manufaktur. Bis 1904 entstanden so zehn Modelle figürlicher Keramik.
1903 verließ Richard Mutz das väterliche Unternehmen und gründete eine eigene Werkstatt in Berlin. Grund hierfür war die Absicht, auch hochgebrannte glasierte Fliesen aus Steinzeug sowie Baukeramik herzustellen, was Hermann Mutz jedoch ablehnte. Die kunstkeramischen Neuerungen, die Vater und Sohn gelungen waren, wurden seinerzeit ausschließlich Hermann Mutz zugeschrieben und der signifikante Einfluss seines Sohnes somit nicht gewürdigt. Das Unternehmen von Hermann Mutz nahm 1904 an der Louisiana Purchase Exposition und 1906 an der Dritten Deutschen Kunstgewerbeausstellung in Dresden teil. Beteiligungen an folgenden Ausstellungen sind nicht bekannt.
Nach dem Tod des Hamburger Keramikers führten dessen Witwe Maria und der Meister Ernst Leineweber die Geschäfte 1914 unter der Firmenbezeichnung „Mutz Witwe“ zunächst erfolgreich fort. Anfang der 1920er Jahre nahm Maria Mutz Paul Hadel als Geldgeber mit in die Firma auf. Grund hierfür war zunehmend schlechte Geschäftslage. Da Innovationen ausblieben, stellte das Unternehmen 1929 den Betrieb ein.
Sein Sohn Richard Mutz gründete 1923 in der Kunsthandwerkersiedlung Gildenhall bei Neuruppin eine Werkstatt und  war ein Keramiker der Jugendstil-Zeit, bekannt für seine Laufglasuren.

## Erhalten gebliebene Werke
Von Hermann Mutz kreierte Vasen, Krüge, Schalen und serienmäßig hergestellte Bedarfsgegenstände sind Bestandteil zahlreicher nationaler und internationaler Sammlungen. Hierzu gehören Museen in Berlin, Leipzig, Darmstadt, Paris, Schleswig, Düsseldorf, Stuttgart, Wien, Hamburg, Karlsruhe, London, München, Krefeld, Zürich, Oldenburg, Frankfurt am Main, Güstrow, Liberec, Lübeck, Köln, Kopenhagen, Schwerin. Hinzu kommen zahlreiche Arbeiten, die sich in Privatbesitz befinden.